# Bolide rasant
Un bolide rasant est un bolide très lumineux qui effleure la Terre en pénétrant dans l'atmosphère terrestre avant d'en ressortir. Si le météoroïde commence à se briser ou explose dans les airs, certains fragments peuvent atteindre la surface terrestre et constituer des météorites. Ces phénomènes conduisent à des processions de météores. Les exemples les plus célèbres de bolides rasants ont été observés le 20 juillet 1860, le 10 août 1972 et le 13 octobre 1990,,,.

## Les bolides rasants connus
- Le grand météore de 1860
- Le grand bolide diurne de 1972

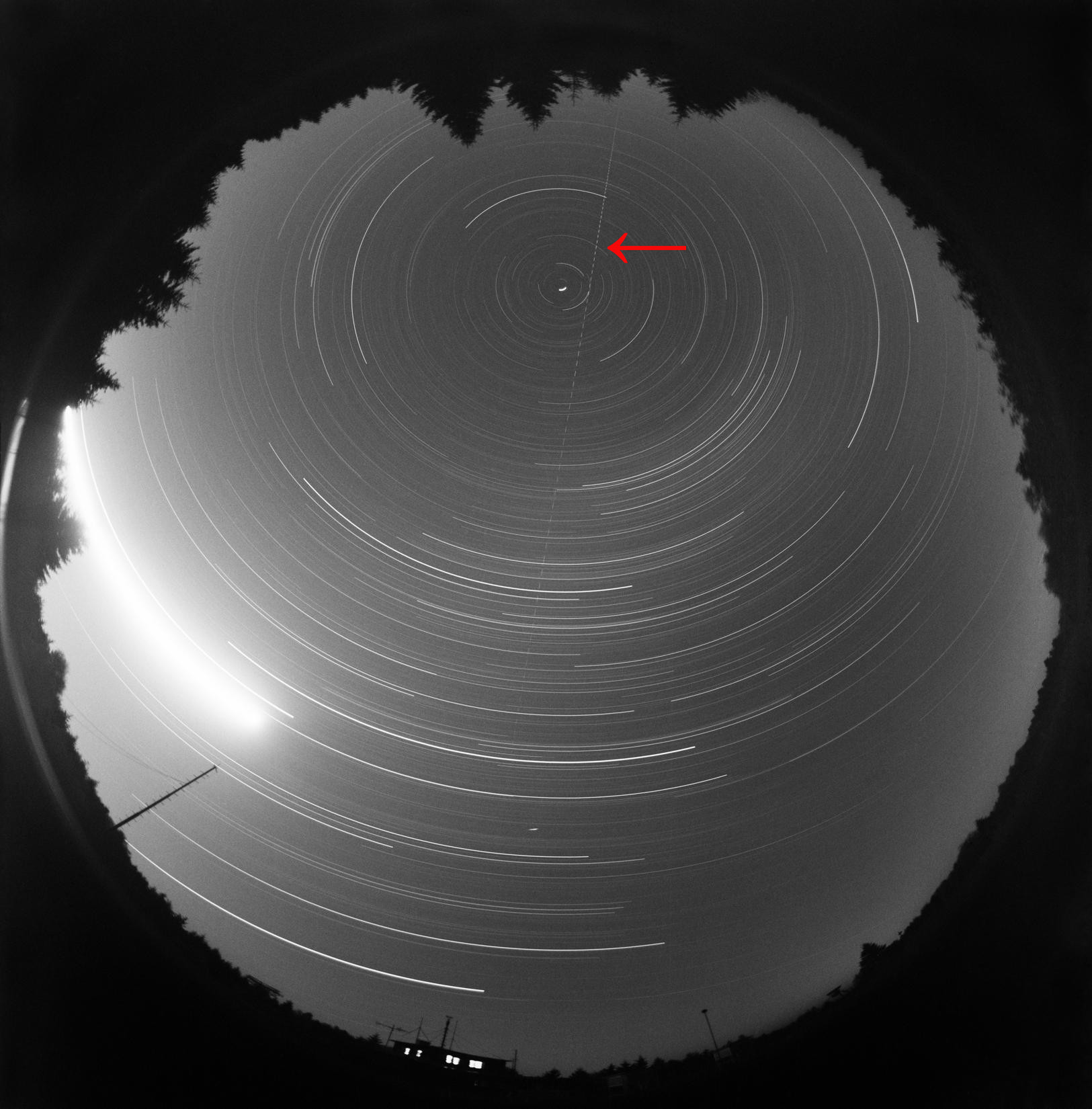
Bolide rasant du 13 octobre 1990 visible ici sous la forme d'une trace lumineuse en pointillés (flèche rouge) traversant l'image du sud vers le nord. L'observation a été faite à Červená hora (Tchécoslovaquie). La traînée extrêmement lumineuse sur la gauche correspond à la Lune.

- Le bolide rasant du 13 octobre 1990
- Le bolide rasant du 4 août 2017

- les bolide rasant du 22 septembre 2020[6]